# Coupe des clubs champions européens féminine de handball 1962-1963
Navigation
Coupe des clubs champions 1961-1962 Coupe des clubs champions 1963-1964
La Coupe des clubs champions européens féminin de handball 1962–1963 est la 3e édition de la plus grande compétition européenne des clubs de handball féminin, organisée par l’IHF. 14 clubs de 13 nations étaient représentées lors de ce championnat. Le Danemark, l'Allemagne de l'Est, la Hongrie, les Pays-Bas et la Suède ont fait leur première apparition cette saison.
Le format de la compétition a été modifié avec la mise en place d'un premier avant les quarts de finale. La Tchécoslovaquie, vainqueur de la saison précédente grâce au Sparta Prague a bénéficié d'une deuxième place. Le champion en titre, le Spartak Prague ainsi que le champion de Yougoslavie, le Lokomotiva Zagreb étaient exempts de premier tour et ont automatiquement intégré les quarts de finale. C'est la première fois que la finale de la compétition était organisé sur une seule rencontre. La saison s'est jouée entre le 30 novembre 1962 et le 14 avril 1963, date de la finale qui s'est tenue à Prague, en Tchécoslovaquie.
Il est également intéressant de noter que le vainqueur, le Trud Moscou est la première équipe soviétique à remporter la compétition tandis que son adversaire final, Fredriksberg est le premier club d'Europe de l'Ouest à se hisser jusqu'à la dernière marche.

## Participants
| Premier tour            | Premier tour                    |
| Équipe                  | Titre                           |
| ----------------------- | ------------------------------- |
| Danubia Vienne          | Champion d'Autriche             |
| Frederiksberg IF        | Champion du Danemark            |
| Südwest 1947            | Champion d'Allemagne de l'Ouest |
| US Ivry                 | Champion de France              |
| Fortschritt Weissenfels | Champion d'Allemagne de l'Est   |
| Budapest Spartacus SC   | Champion de Hongrie             |
| Niloc Amsterdam         | Champion des Pays-Bas           |
| Ruch Chorzów            | Champion du Pologne             |
| Rapid Bucarest          | Champion de Roumanie            |
| Trud Moscou             | Champion d'Union soviétique     |
| IK Ymer                 | Champion de Suède               |
| ČKD Prague              | 2e de Tchécoslovaquie           |
| Quarts de finale        |                                 |
| Spartak Prague          | Champion d'Europe en titre      |
| Lokomotiva Zagreb       | Champion de Yougoslavie         |

## Phase finale

### Premier tour
| Club                    | Aller   | Total   | Retour | Club           |
| ----------------------- | ------- | ------- | ------ | -------------- |
| ČKD Prague              | 9 – 3   | 11 – 5  | 2 – 2  | Danubia Vienne |
| Fortschritt Weissenfels | 14 – 3  | 22 – 9  | 8 – 6  | Ymer           |
| Ruch Chorzów            | 11 – 11 | 18 – 26 | 7 – 15 | Trud Moscou    |
| Frederiksberg           | 9 – 4   | 17 – 10 | 8 – 6  | Südwest 1947   |
| Budapesti Spartacus     | 2 – 4   | 8 – 20  | 6 – 16 | Rapid Bucarest |
| Niloc Amsterdam         | 8 – 6   | 14 – 13 | 6 – 7  | US Ivry        |

### Quarts de finale
| Club           | Aller  | Total   | Retour | Club                    |
| -------------- | ------ | ------- | ------ | ----------------------- |
| ČKD Prague     | 8 – 8  | 14 – 15 | 6 – 7  | Fortschritt Weissenfels |
| Trud Moscou    | 8 – 7  | 17 – 15 | 9 – 8  | Sparta Prague           |
| Frederiksberg  | 17 – 7 | 30 – 13 | 13 – 6 | Niloc Amsterdam         |
| Rapid Bucarest | 13 – 8 | 19 – 14 | 6 – 6  | Lokomotiva Zagreb       |

- Actions lors du match entre le Rapid Bucarest et le Lokomotiva Zagreb.

"Actions
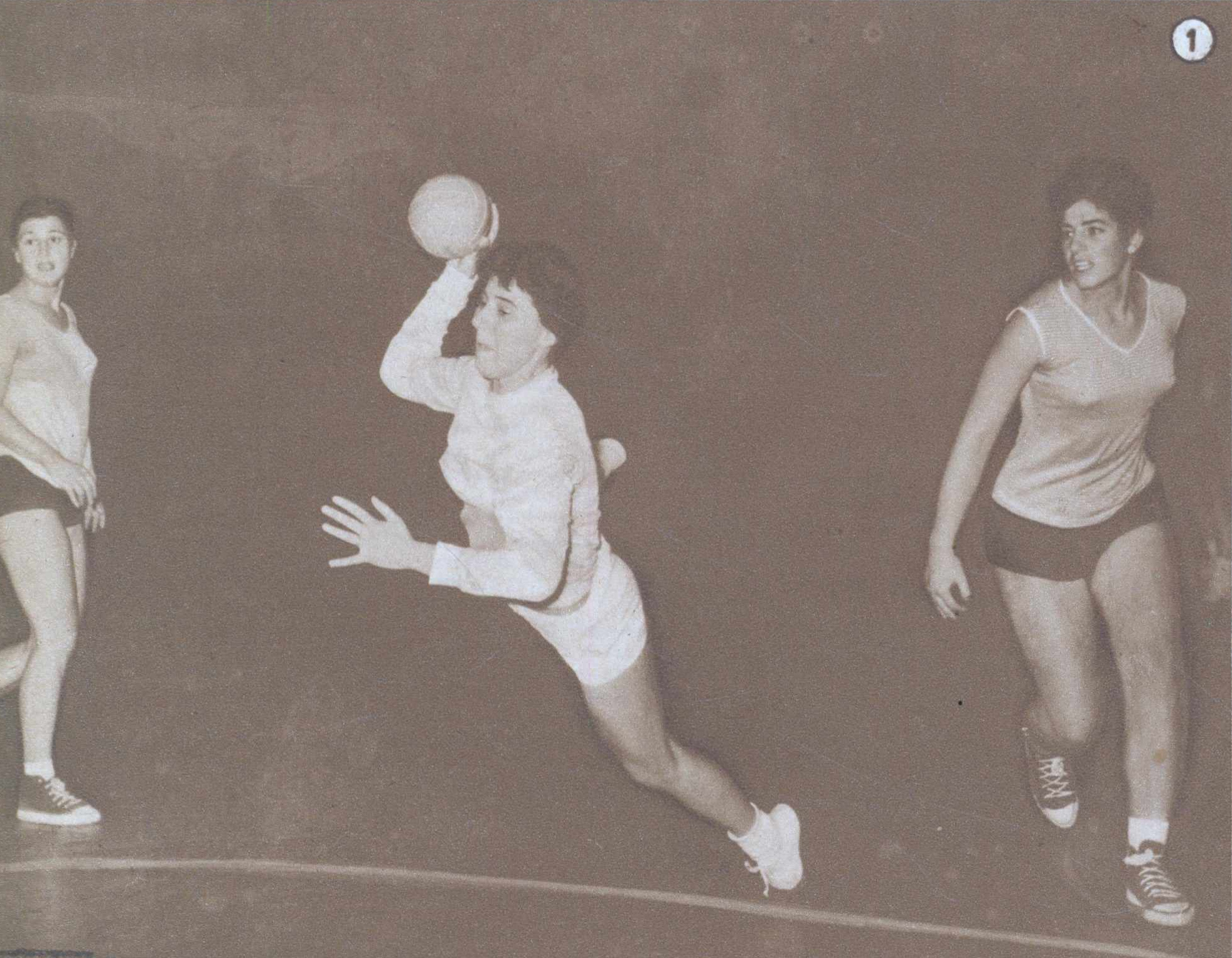
Tir en extension d'Antoaneta Oțelea
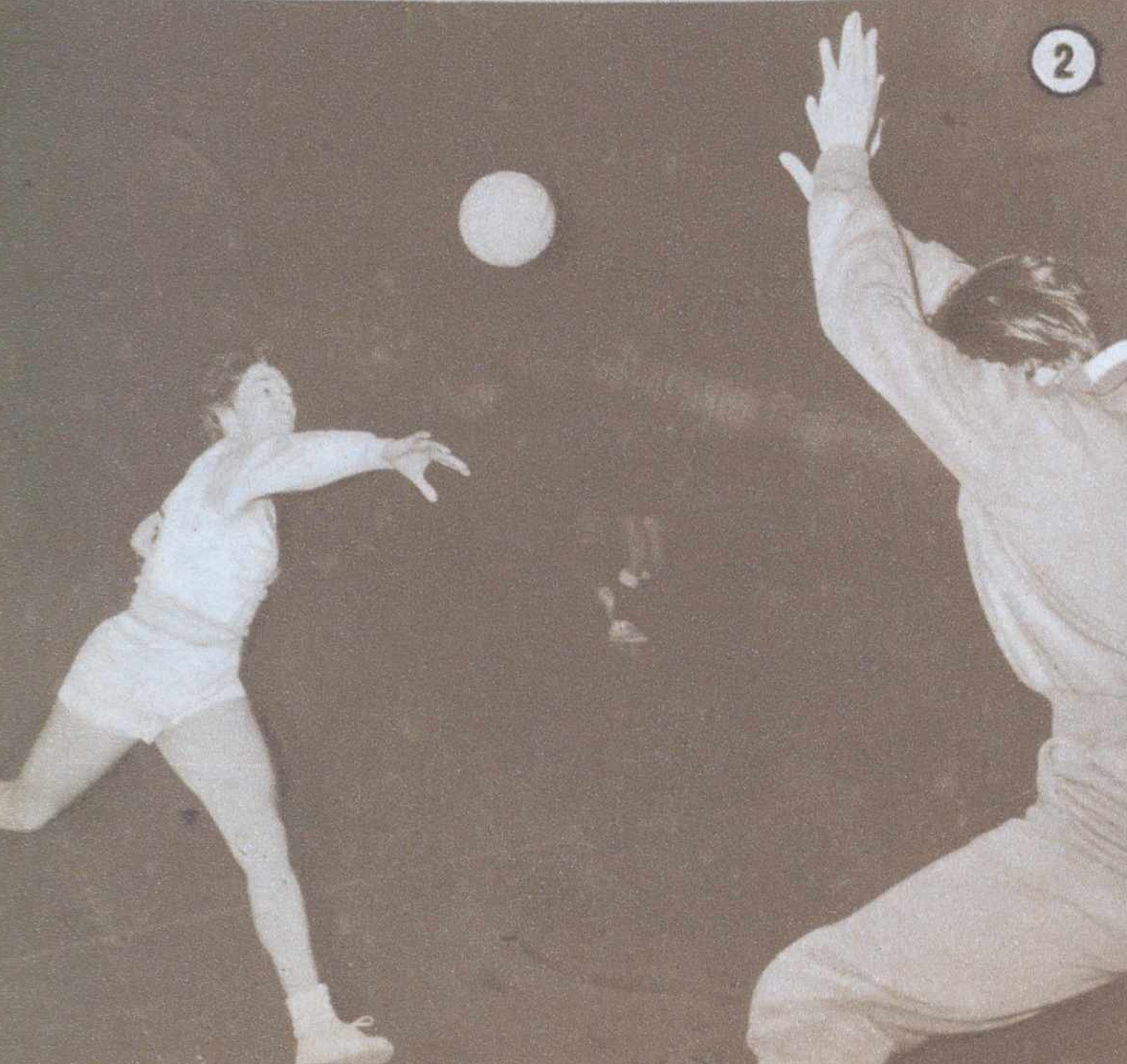
Tir de Maria Constantinescu (ro)
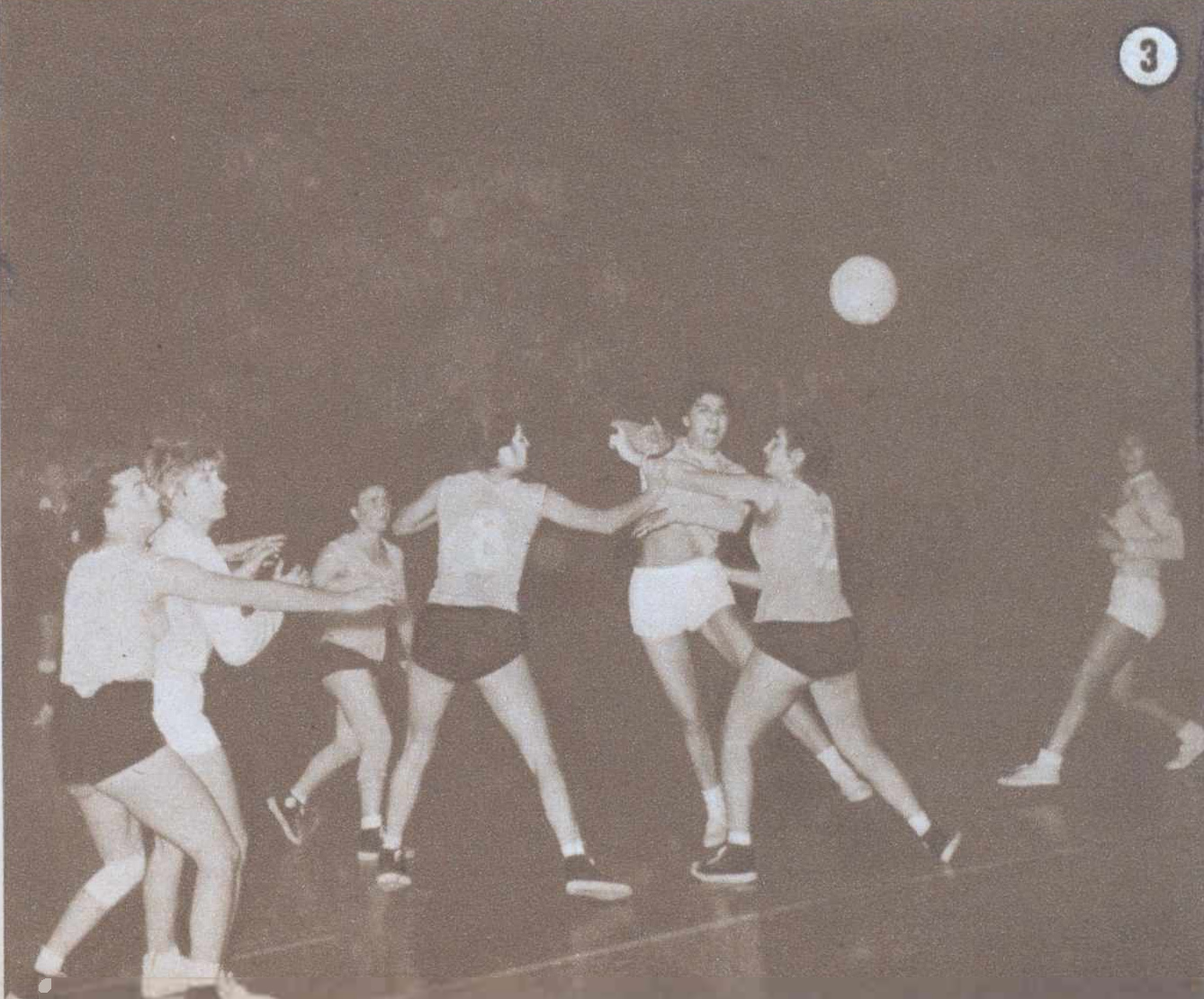
Antoaneta Oțelea tire au milieu de la défense yougoslave

### Demi-finales
| Club                    | Aller  | Total   | Retour | Club           |
| ----------------------- | ------ | ------- | ------ | -------------- |
| Fortschritt Weissenfels | 10 – 7 | 16 – 19 | 6 – 12 | Trud Moscou    |
| Frederiksberg           | 11 – 7 | 14 – 13 | 3 – 6  | Rapid Bucarest |

### Finale
| Club        | Total  | Club          |
| ----------- | ------ | ------------- |
| Trud Moscou | 11 – 8 | Frederiksberg |

### Les championnes d'Europe
| Champion d'Europe - Coupe des clubs champions européens féminin de handball 1962-1963 Trud Moscou 1er titre |